# Neerpelt
Neerpelt è un comune belga di 16 156 abitanti, situato nella provincia fiamminga del Limburgo belga.